# プラット・アンド・ホイットニー R-1535

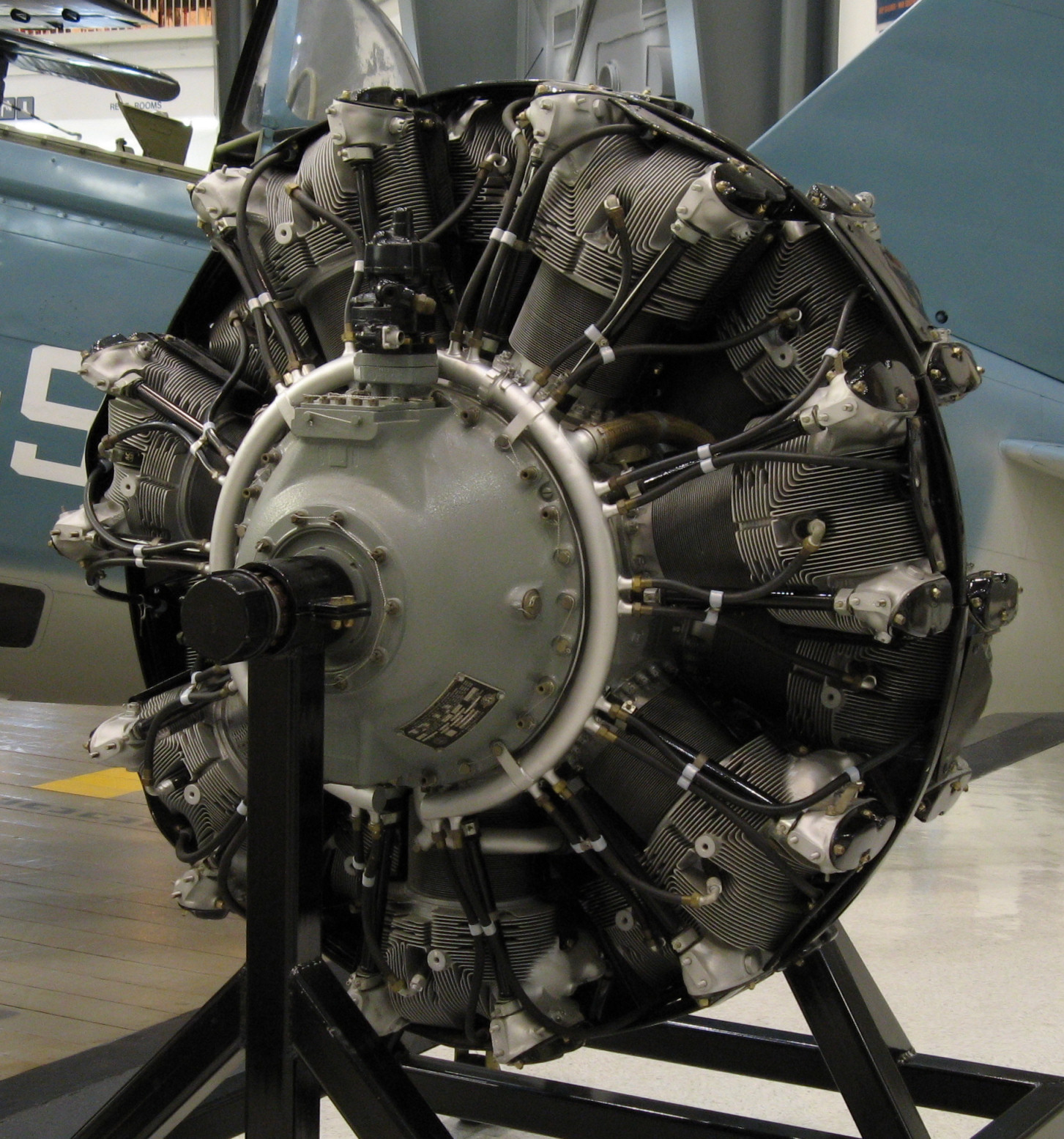
R-1535 ツインワスプ・ジュニア

R-1535 ツインワスプ・ジュニア（英語：Pratt & Whitney R-1535 Twin Wasp Junior ）は1930年代にアメリカ合衆国のエンジンメーカープラット・アンド・ホイットニーが開発した航空機用エンジンである。空冷二重星型14気筒の型式をとり、シリンダーの内径・行程ともに131.8mmで、排気量は25,174cc（1,535立方インチ）。

## 型式
- R-1535：700 hp
- R-1535-13：750 hp
- R-1535-SB4-G：825 hp

## 主要諸元

### R-1535-SB4-G
- タイプ：空冷星型14気筒
- 内径×行程：132 mm×132 mm
- 排気量：25.17 リットル
- 全長：1,353 mm
- 直径：1,121 mm
- 乾燥重量：493 kg
- 圧縮比：6.75
- 燃料供給方式：キャブレター式
- 使用燃料：87オクタンガソリン
- 過給機：遠心式スーパーチャージャー1段1速
- 出力
  - 825 hp / 2,625 rpm （離昇出力）

- 出典：[1]

## 搭載機
アメリカ合衆国
- ベランカ 28-70
- ヒューズ H-1 レーサー
- ノースロップ A-17
- ダグラス O-46
- グラマン F2F
- グラマン F3F-1
- ノースロップ BT
- ボーイング XF6B
- カーチス SBC ヘルダイバー
- ヴォート XF3U
- ヴォート SBU コルセア
- ヴォート SB2U ヴィンディケーター
- ヴォート V-143

 イギリス
- マイルズ マスター

 フランス
- ブレゲ 695

 オランダ
- フォッカー D.XXI

## ワスプシリーズ
- R-1340 ワスプ
- R-985 ワスプジュニア
- R-1830 ツインワスプ
- R-1535 ツインワスプジュニア
- R-2800 ダブルワスプ
- R-4360 ワスプメジャー